# Arumecla nisaee
Espèce
Arumecla nisaee est une espèce d'insectes lépidoptères - ou papillons de la famille des Lycaenidae, sous-famille des Theclinae et du genre Arumecla.

## Dénomination
Arumecla nisaee a été décrit par Frederick DuCane Godman et Osbert Salvin en 1887, sous le nom initial de Thecla nisaee.

### Noms vernaculaires
Arumecla nisaee se nomme Nisaee Groundstreak en anglais.

## Description
Arumecla nisaee est un petit papillon aux pattes et aux antennes annelées de blanc et de noir, qui possède à chaque aile postérieure deux fines queues, une courte et une longue.
Le dessus est bleu bordé de marron.
Le revers est beige doréavec une fine ligne postdiscale marron doublée de blanc et deux ocelles submarginal, un marron anal et un orange entre les deux queues.

## Écologie et distribution
Arumecla nisaee est présent au Panama, au Costa Rica et en Colombie,.

### Protection
Pas de statut de protection particulier.